# Nathalie Emmanuel
Nathalie Joanne Emmanuel (Southend-on-Sea, Essex, 2 maart 1989) is een Britse actrice. Ze werd bekend voor haar rol als Missandei in Game of Thrones.

## Biografie
Emmanuel heeft een moeder met Dominicaanse roots en een vader die half St.-Luciaans en Brits is. Ze heeft een zus, Louise, die in 2002 finaliste was bij de talentenjacht Stars in Their Eyes Kids. Emmanuel ging naar school in Westcliff-on-Sea.
In 2007 reikte Emmanuel de prijs voor "Beste R&B-act" uit op de MOBO Awards naast Martin Offiah. Ze reikte ook een prijs uit op de Urban Music Awards in 2008. Haar eerste rol op televisie was in een reclamefilmpje voor Vodafone. Ze speelde ook Nala in de West End-theatervoorstelling van The Lion King. Later had ze een gastrol in de televisieserie Misfits.
Van 2011 tot 2020 vertolkte ze de rol als Missandei in Game of Thrones.
In januari 2012 presenteerde Emmanuel Websex: What's the Harm?, een programma dat de online seksuele gewoonten van 16 tot 24-jarigen onderzocht op BBC 3.

## Filmografie

### Film
- 2012: Twenty8k - Carla
- 2015: Furious 7 - Megan Ramsey
- 2015: Maze Runner: The Scorch Trials - Harriet
- 2017: The Fate of the Furious - Megan Ramsey
- 2018: Maze Runner: The Death Cure - Harriet
- 2018: The Titan - bevelvoerder Tally Rutherford
- 2020: Holly Slept Over - Holly
- 2021: F9 - Megan Ramsey
- 2021: Army of Thieves- Gwendoline
- 2021: Last Train to Christmas - Sue Taylor
- 2022: The Invitation - Evelyn "Evie" Jackson / Evelyn "Evie" Alexander
- 2023: Fast X - Megan Ramsey
- 2024: Arthur the King - Olivia
- 2024: Megalopolis - Julia Cicero

### Televisie
- 2007-2010: Hollyoaks - Sasha Valentine
- 2008: Hollyoaks Later - Sasha Valentine
- 2009: Hollyoaks: The Morning After the Night Before - Sasha Valentine
- 2011: Casualty - Cheryl Hallows
- 2011: Misfits - Charlie
- 2013-2019: Game of Thrones - Missandei (38 afleveringen)
- 2019: Four Weddings and a Funeral - Maya (10 afleveringen)
- 2019: The Dark Crystal: Age of Resistance - Deet (10 afleveringen)
- 2020-heden: Die Hart - Jordan King (hoofdrol)